# 洛布科维茨宫 (维也纳)

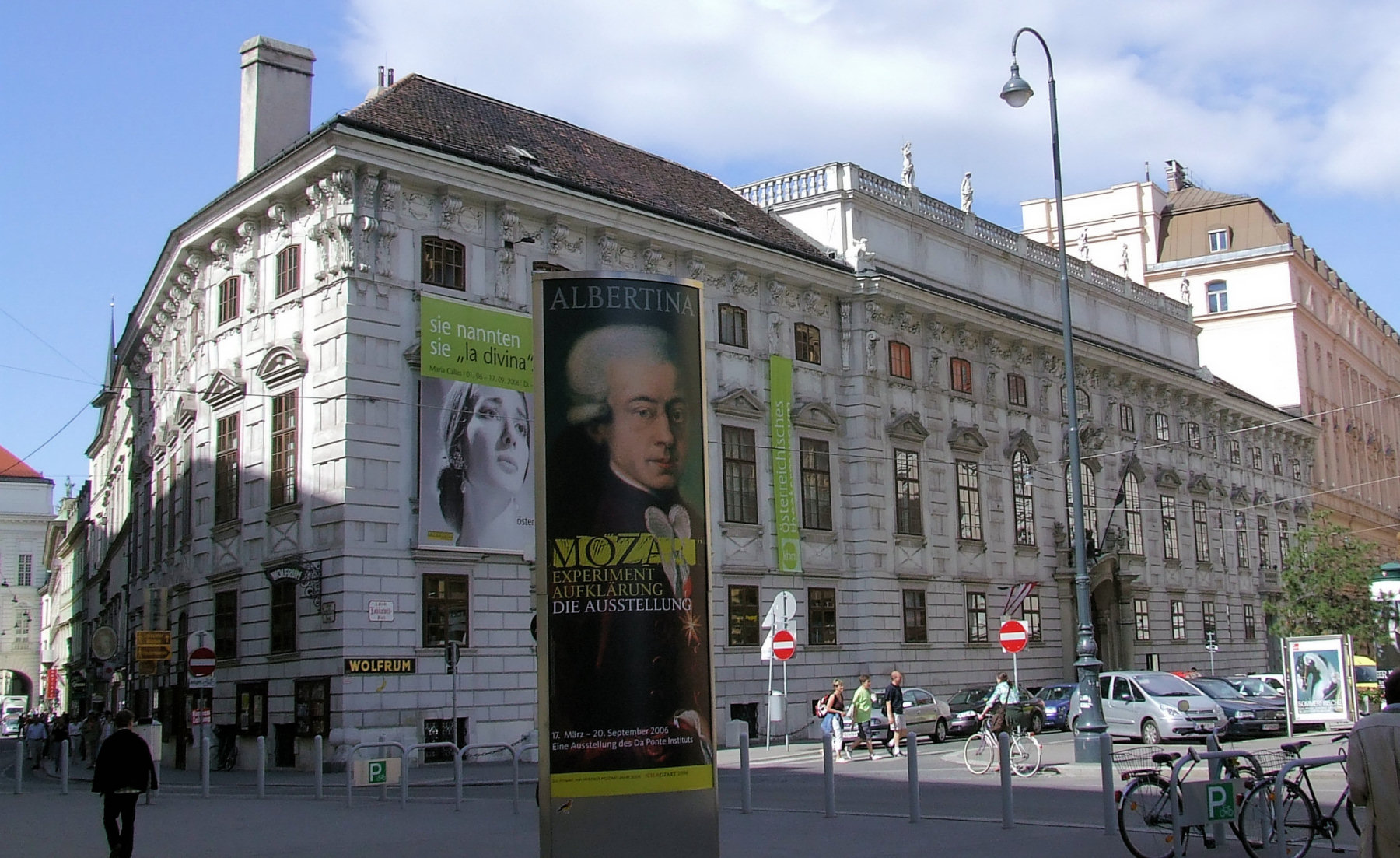
洛布科维茨宫

洛布科维茨宫（德語：Palais Lobkowitz）是奥地利维也纳的一座巴洛克宫殿。原本属于洛布科维茨家族。而如今同時也是艺术史博物馆的戏剧博物馆所在地。

## 历史
洛布科维茨宫位于洛布科维茨广场（旧名猪市场）。洛布科维茨宫为维也纳最古老的宫殿之一，是该市第一座重要的巴洛克宫殿，建于维也纳战役之后。那时洛布科维茨家族不再将资金仅用于军事目的。
洛布科维茨宫的所有权曾多次反复变更，1745年由费迪南德·菲利普洛布科维茨购回。此后到1980年，洛布科维茨宫一直属于洛布科维茨家族。
洛布科维茨家族曾经数次改建该宫殿。在18世纪初，约翰·伯恩哈德·菲舍尔·冯·埃尔拉赫和他的儿子约瑟夫·伊曼纽尔菲舍尔·冯·埃尔拉赫获得委托。
在19世纪初，路德维希·范·贝多芬经常受邀来此做客。当时的主人约瑟夫·弗朗茨·冯·洛布科维茨，是作曲家重要的资助者。贝多芬的《第三交响曲》是献给王子，因此宫内的节日大厅名为英雄交响曲大厅。1804年，贝多芬的“第三交响曲”在维也纳这个大厅里首次演出，作曲家担任指挥。
在维也纳会议期间，众多庆典活动和舞会在此举行。在19世纪中叶，洛布科维茨家族的主要居住地迁往波希米亚北部拉贝河畔罗乌德尼采，并出租在维也纳的住处。
1869-1909年，该建筑用作法国大使馆。1919-1938年，捷克斯洛伐克使馆设此。二战结束后改为法国协会驻地。1980年成为政府财产。自1991年全面整修之后，改为艺术史博物馆的戏剧博物馆。 